# 北原文枝
北原 文枝（きたはら ふみえ、1920年5月28日 - 1980年10月6日）は、日本の女優、声優である。本名、阿部 房枝。夫は俳優の安部徹。

## 来歴・人物

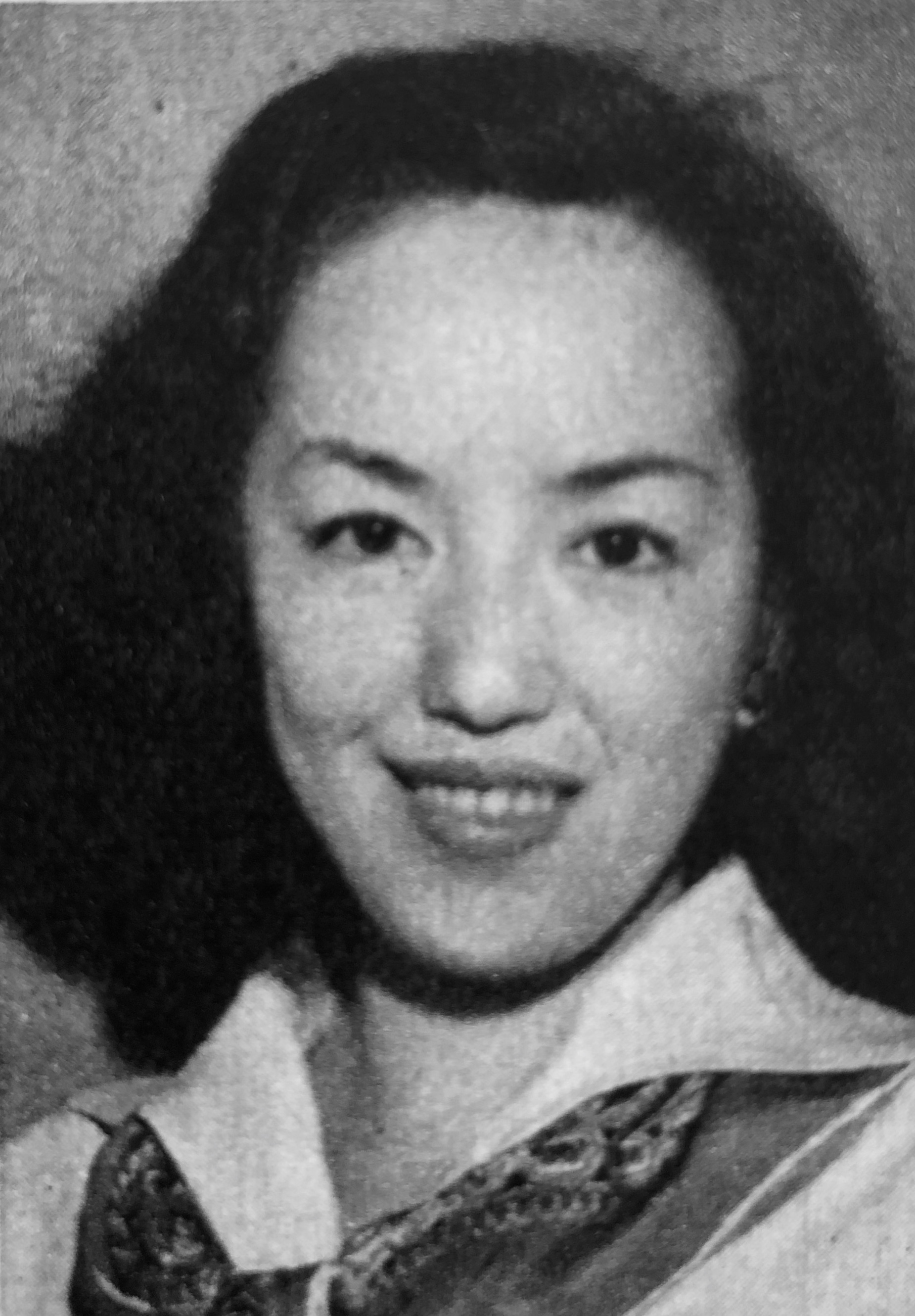
1954年

東京都出身。日本大学芸術学部卒業。北村喜八と村瀬幸子が1937年に結成した芸術小劇場で活動を始めた。1944年2月に劇団俳優座が設立されると、村瀬とともに参加。俳優座が御殿場に疎開すると、1945年に離脱し、独立した。
戦後しばらくはラジオを中心に活動した。NHKのクイズ番組や、文化放送の「冗談音楽」にレギュラーとして出演した。1953年、田中絹代監督『恋文』に端役で初出演した。1955年9月、当時所属していたプレーヤーズ・センターの事務員が北原や三木鶏郎など複数のタレントのギャラを何度も横領し、キャバレー代に使っていたと報道される。
劇団青俳を経てテレビに進出、テレビアニメ「赤毛のアン」のマリラ役のほか、「奥さまは魔女」のエンドラ役などの吹き替えも担当した。
1980年10月5日12時15分頃、庇（ひさし）に掛かっていたナラの木の枝を折ろうとして身を乗り出し、東京都港区赤坂の自宅マンション4階から誤って転落、救急車で千代田区神田駿河台の駿河台日本大学病院に運ばれたが、10月6日14時33分に骨盤骨折・腹部内出血のため急死した。享年60。

## 後任・代役
北原の没後、後任・代役を務めた人物は以下の通り。
- 林洋子 - 『奥さまは魔女』エンドラ（二代目）
- 津田延代 - 『奥さまは魔女』エンドラ（三代目）
- 谷育子 - 『奥さまは魔女』- エンドラ※DVD追加部分のみ
- 喜多道枝 - 『幸せパスタストーリー』マリラ・カスバート ※『赤毛のアン』より

## 出演作品（声優）

### テレビアニメ
- 赤毛のアン（マリラ・カスバート）

### 劇場版アニメ
- 赤毛のアン グリーンゲーブルズへの道（マリラ・カスバート）

### 海外ドラマ
- 奥さまは魔女（エンドラ/アグネス・ムーアヘッド）
- 0011ナポレオン・ソロ #47（女学校校長パートリッジ/エステル・ウィンウッド）
- かわいい魔女ジニー（アマンダ/エマライン・ヘンリー）

### 洋画吹き替え
- 田園交響楽　(アメリー<リーヌ・ノロ>) ※NHK版
- テンプルちゃんの小公女（ミンチン/メアリー・ナッシュ）
- 尼僧物語　(院長<エディス・エバンス>) ※NHK版
- 白鳥　(アグネス・ムーアヘッド)
- 西部に来た花嫁
- 弁護士ジャッド「マッチ箱の中の象」(<ハンナ・ランディ>)
- マネーチェンジャーズ　(マッカートニー医師<ヘレン・ヘイズ>)
- ヤング・フランケンシュタイン(バニク・クー<クロリス・リーチマン>)

### その他
- 子連れ狼
- ラジオドラマ「山刀霧払い」
- ラジオドラマ「鬼火の池」
- ラジオドラマ「赤い花束」
- ラジオドラマ「オヤカマ氏とオイソガ氏」
- ラジオドラマ「ウッカリ夫人とチャッカリ夫人」
- ロッテ「マザービスケット」（1980年CM　エンドラの声）

## 出演作品（俳優）

### テレビドラマ
- 午后の来訪者（1953年、NHK）
- 帰国（1954年、NHK）
- 愉しき哉パパ（1954年、NHK）
- わが町（1958年、NTV）
- 巣（1960年、日本テレビ）
- 町の島帰り（1962年、TBS）
- ジキルとハイド（1973年、東宝・CX） - 伊能しげ
- 子連れ狼（1973年、NTV）
- なぜか初恋・南風（1980年、TBS） - 梶駿介の母 ※遺作[1]

### 映画
- 恋文（1953年）
- 乳房よ永遠なれ（1955年）
- 倖せは俺等のねがい（1957年）
- 赤い殺意（1964年）
- 怪談（1965年）
- 私が棄てた女（1969年）

### 舞台
- からす